# Li Jiang
Li Jiang ili rijeka Li (kineski: 漓江, pinyin: Lí Jiāng) je 437 km duga rijeka u autonomnoj regiji Guangxi-Zhuang u Narodnoj Republici Kini.
Izvire u planinama Mao'er u okrugu Xing'an i protječe kroz Guilin i Yangshuo, prije nego što se ulije u Gui Jiang, pritoku Zapadne rijeke. Rijeka je poznata po svom slikovitom krškom krajoliku blizu Guilina, koji je u Kini utjelovljenje predivnog pejzaža. Krstarenja ovim područjem privlače milijune turista svake godine.
Plovni Lingqu kanal još od 3. stoljeća pr. Kr. povezuje rijeku Li s rijekom Xiang Jiang, pritokom rijeke Yangtze. Tijekom povijesti je ovo plovno područje povezivalo Yangtze s deltom Biserne rijeke.
Duž rijeke Li nižu se zelena krška brda-tornjevi (fenglin) visoki od 30–80 m (300 m kod Fengconga), nastali tijekom kenozoika prije 10-20 milijuna godina. U njihovim podnožjima nalaze se brojni nanosi sedimenata, duboke depresije i vrtače sa stotinama slikovitih špilja, kao što su „Špilja sedmerostruke zvijezde” (七星岩 Qixing Dong) ili „Špilja crvene flaute” (芦笛岩 Ludi Yan). Duž rijeke je prisutan ribolov kormoranima koji navodno potječe odavde.
- Lijeka Li kod Yangshuoa
- Ribolov kormoranima na rijeci
- Brdo slonove surle, Guilin
- Špilja crvene flaute

## Vanjske poveznice
|  | Zajednički poslužitelj ima još gradiva o temi Li Jiang |